# 托雷-塞罗纳
托雷-塞罗纳，是西班牙加泰罗尼亚莱里达省的一个市镇。 总面积6平方公里，总人口337人（2001年），人口密度56人/平方公里。